# Köping (stad)
Köping is de hoofdstad van de gemeente Köping in het landschap Västmanland en de provincie Västmanlands län in Zweden. De stad heeft 17 743 inwoners (2010) en een oppervlakte van 1 186 hectare. De plaats ligt aan de westoever van het Mälarmeer.

## Verkeer en vervoer
Bij de plaats lopen de E18 en länsväg 250.
De plaats heeft een station aan de spoorlijn Stockholm - Örebro.

## Geboren
- Carl Wilhelm Scheele (1742–1786), chemisch farmaceut
- Richard Dybeck (1811–1877), een van de schrijvers van het Zweedse volkslied.
- Johan Granath (1950), schaatser
- Johan Ryström (1964), golfer
- Anna Haag (1986), langlaufster

## In de media
In 2018 diende het Zweedse plaatsje als decor voor het Nederlandse spelprogramma Kroongetuige.